# Ochina ptinoides
Ochina ptinoides ist ein Käfer aus der Familie der Nagekäfer. Die Gattung Ochina ist in Europa mit zwei Untergattungen und fünf Arten vertreten. In Mitteleuropa ist neben der Art Ochina ptinoides, die in die Untergattung Citobium gehört, noch die Art Ochina latreillii zu finden.
In der Roten Liste gefährdeter Tiere, Pflanzen und Pilze Deutschlands und den entsprechenden Roten Listen von Bayern und Schleswig-Holstein ist die Art unter der Kategorie 3 (gefährdet) geführt. In der Roten Liste der Käfer Schleswig-Holsteins wird eine Zunahme des Bestandes der Art konstatiert.

## Bemerkungen zum Namen
Die Erstbeschreibung erfolgte 1802 durch den Engländer Marsham unter dem Namen Crioceris ptinoides. Die Beschreibung beschränkt sich hauptsächlich auf farbliche Merkmale des Käfers, das Artepitheton ptinoīdes (vom Gattungsnamen Ptīnus und altgr. ειδής, eidēs, ähnlich abgeleitet) bringt jedoch zum Ausdruck, dass der Käfer in der Gestalt einem Pochkäfer ähnelt.
Der Gattungsname  Ochina taucht erstmals 1821 im Katalog zur Käfersammlung des französischen Adligen Dejean auf. Dejean übernimmt dabei den Namen von Ziegler, dem Kustos beim Zoologischen Kabinett in Wien. Im Vorwort des Katalogs erwähnt Dejean, dass er unter anderem die Sammlung von Ziegler in Wien besucht hat und Gattungsnamen von ihm übernommen hat. Die Erklärung des Namens Ochīna von altgr. όχος óchos, Wagenlenker, versieht Schenkling mit einem Fragezeichen. Die Untergattung Cittobium  wurde 1864 durch Mulsant und Rey von der Gattung Ochina abgetrennt. Dabei wird der Name Cittóbium von den beiden Autoren durch altgr. κιττός kittós, Efeu, und βιόω bióo, ich lebe, erklärt und bezieht sich auf die Wirtspflanze des Käfers.
In der Fauna Europaea werden zwei Synonyme erwähnt. Ph.W.J.Müller beschrieb die Art 1821 unter dem Namen Ptilinus hederae (Ptilinus des Efeus) in einem Beitrag mit  dem Titel Neue Insecten. Das Artepitheton hederae war lange Zeit für die Art gebräuchlich. Das zweite Synonym geht auf eine alte Beschreibung des Franzosen Geoffroy zurück, bei der noch nicht die binominale Nomenklatur verwendet wird. Geoffroy beschreibt 1762 unter den Käfern, die in der Gegend von Paris vorkommen, als fünfte Art der siebten Gattung Byrrhus einen Käfer, den er auf Französisch  La vrilette brune à bandes grises (der braune Pochkäfer mit grauen Bändern) nennt. Dabei ist Byrrhus von altgr. βούρρος bōūrrhos, zottiges Kleid abgeleitet, und Geoffroy erwähnt in seiner Beschreibung auch, dass die Bänder durch die graue Behaarung hervorgerufen werden. Fourcroy gibt 1785 in Zusammenarbeit mit Geoffroy ebenfalls ein Werk über die Insekten in der Gegend von Paris heraus, in dem die binominale Nomenklatur verwendet wird. Fourcroy bemerkt im Vorwort ausdrücklich, dass es sich dabei um eine Weiterführung des Werks von Geoffroy durch Hinzufügung weiterer Insektenarten handelt. Unter dem gleichen französischen Namen La vrilette brune à bandes grises und mit der gleichen kurzen lateinischen Charakterisierung wie bei Geoffroy wird darin ebenfalls als fünfte Art der 7. Gattung Birrhus fasciatus angeführt. Die Änderung von Byrrhus in Birrhus ist vermutlich kein Schreibfehler, sondern liegt darin begründet, dass der Gattungsname Byrrhus inzwischen (1767) durch Linnaeus für eine andere Käfergattung festgelegt worden war. Das Artepitheton fasciatus bedeutet gebändert. So erklärt sich das Synonym „Birrhus fasciatus Geoffroy in Fourcroy 1785“.

## Beschreibung des Käfers
Der Käfer wird 2,5 bis knapp vier Millimeter lang. Der der Länge und der Breite nach gewölbte Körper ist in Aufsicht länglich oval (Abb. 5), die Flügeldecken sind im vorderen Drittel in der Mitte schwach eingedrückt. Die Oberseite ist rotbraun, die Unterseite dunkler, Beine, Fühler und Taster und das Ende der Flügeldecken heller. Der Käfer ist weitgehend mit einer liegenden, grauen, kurzen und etwas zottigen Behaarung bedeckt. Diese erstreckt sich einerseits auch auf die Unterseite, sowie auf Kopf, Kiefer, Antennen, Beine und Taster, andererseits ist sie gebietsweise dicht, anderswo ist sie spärlich oder fehlt. Dies bewirkt insbesondere, dass die Flügeldecken zwei graue Querbinden aufweisen.
Der Kopf ist nach unten geneigt und wird über 90 Grad zurück gebogen, wenn der Käfer gestört wird (Abb. 3). Der Kopf ist jedoch nur wenig in den Brustschild eingezogen und auf der Unterseite des Brustabschnitts fehlen Höhlungen zur Aufnahme von Kopfteilen. Auch wenn der Käfer sich streckt, sind von oben betrachtet vom Kopf nur die seitlich stehenden, großen, rundlichen, und stark gewölbten dunklen  Augen sichtbar. Beim Weibchen ist der Kopf etwas breiter als beim Männchen. Die Stirn ist groß und nur wenig gewölbt. Der Kopf ist fein, dicht und leicht verrunzelt mit flachen Nabelpunkten granuliert (Abb. 4). Der vorn aufgeworfene und gerandete Kopfschild ist durch eine deutliche vertiefte leicht gebogene Rinne von der Stirn getrennt. Die Oberlippe ist kurz und breit, ihr Vorderrand ist leicht ausgerandet und mit Härchen besetzt. Die kurzen, runzligen und behaarten Oberkiefer enden in einer glatten, aufgehellten, zweizähnigen Spitze. Die Kiefertaster sind viergliedrig, die Lippentaster dreigliedrig. Beide enden mit einem eiförmigen Endglied (Abb. 1).
Die elfgliedrigen Fühler erreichen etwa die halbe Körperlänge. Das dicke und lange Basisglied ist leicht gebogen. Das folgende Glied ist klein und rundlich bis eiförmig. Das dritte ist schlank und vor seinem Ende nach innen wenig erweitert. Die folgenden sieben Glieder sind wenig länger als breit und nach innen schwach gezähnt. Die Endglieder sind nicht breiter als die vorausgehenden. Das Endglied ist länglich und endet leicht zugespitzt. Beim Weibchen sind die Fühler etwas schwächer und stumpfer gesägt als beim Männchen.
Der Halsschild ist größtenteils behaart, nur in der Mitte zeigt er häufig einen unterschiedlich großen kahlen und deswegen braun erscheinenden Bereich. Der Halsschild ist breiter als lang, breiter als der Kopf und etwas schmaler als die Flügeldecken. Die Seiten des Halsschilds sind herabgezogen, die Seitenränder fallen nach vorne ab. Mit dem Vorderrand bilden die Seitenränder einen rechten Winkel, der Übergang zum Hinterrand erfolgt in einem weiten Bogen. Der Vorderrand ist kapuzenförmig über den geneigten Kopf vorgezogen, liegt ihm aber nicht auf. Er ist ziemlich gerade abgeschnitten, nur hinter den Augen zeigt er eine schwache Einbuchtung (Abb. 2). Die Seitenränder sind im Unterschied zu Ochina latreillii fast gerade und nur schwach gerandet. In der Mitte der Halsschildbasis ist eine Randung angedeutet. Die Punktierung des Halsschildes ist fein und dicht, vorn ist sie etwas gröber.
Das Schildchen ist abgerundet dreieckig und fast kahl.
Die Flügeldecken sind länglich oval und dreimal so lang wie der Brustschild. Über die ersten zwei Drittel verbreitern sie sich annähernd geradlinig nur wenig, am Ende sind sie gemeinsam abgerundet. Die Schultern sind abgerundet vorstehend. In der Nähe des Schildchens sind sie leicht höckerartig erhöht. Jede Flügeldecke ist an der Basis in einem großen Fleck zwischen Schulter und Schildchen, ebenso am Ende der Flügeldecke  sowie in einem Querstreifen hinter der Mitte schütter behaart bis kahl, sodass die dichte Behaarung dazwischen zwei breite teilweise gezackte Querbinden variabler Gestalt bildet. Die Flügeldecken sind dicht fein und unregelmäßig punktiert. Die Punktierung ist weiter vorn schwach verrunzelt, nach hinten wird sie schwächer. Sie bildet keine Punktstreifen. Schwach erhöhte Längslinien sind angedeutet.
Die dunkelbraun glänzende Unterseite (Abb. 6) ist wenig gewölbt und ziemlich dicht behaart. Es existieren keine Aussparungen zum Einlegen der Beine. Brust und Hinterleib sind unterseits dicht und rau punktiert, nur die Hinterbrust ist etwas glatter. Die Vorderbrust (Abb. 8 braungelb) setzt sich nicht wie bei Ochina latreillii zwischen den Vorderhüften waagrecht über den Hinterrand der Vorderhüfthöhlen (Abb. 8 grün) hinaus fort, sondern läuft auf der Höhe des Hinterrands abschüssig aus.
Die Beine sind mäßig robust. Die länglichen Tarsen sind alle fünfgliedrig, das erste Glied ist so lang wie die drei folgenden zusammen. Die Hinterhüfte (Abb. 7 rot) ist auf der Innenseite nicht gleichförmig geschwungen wie bei Ochina latreillii, sondern im äußeren Drittel zu einem stumpfen Winkel ausgezogen.

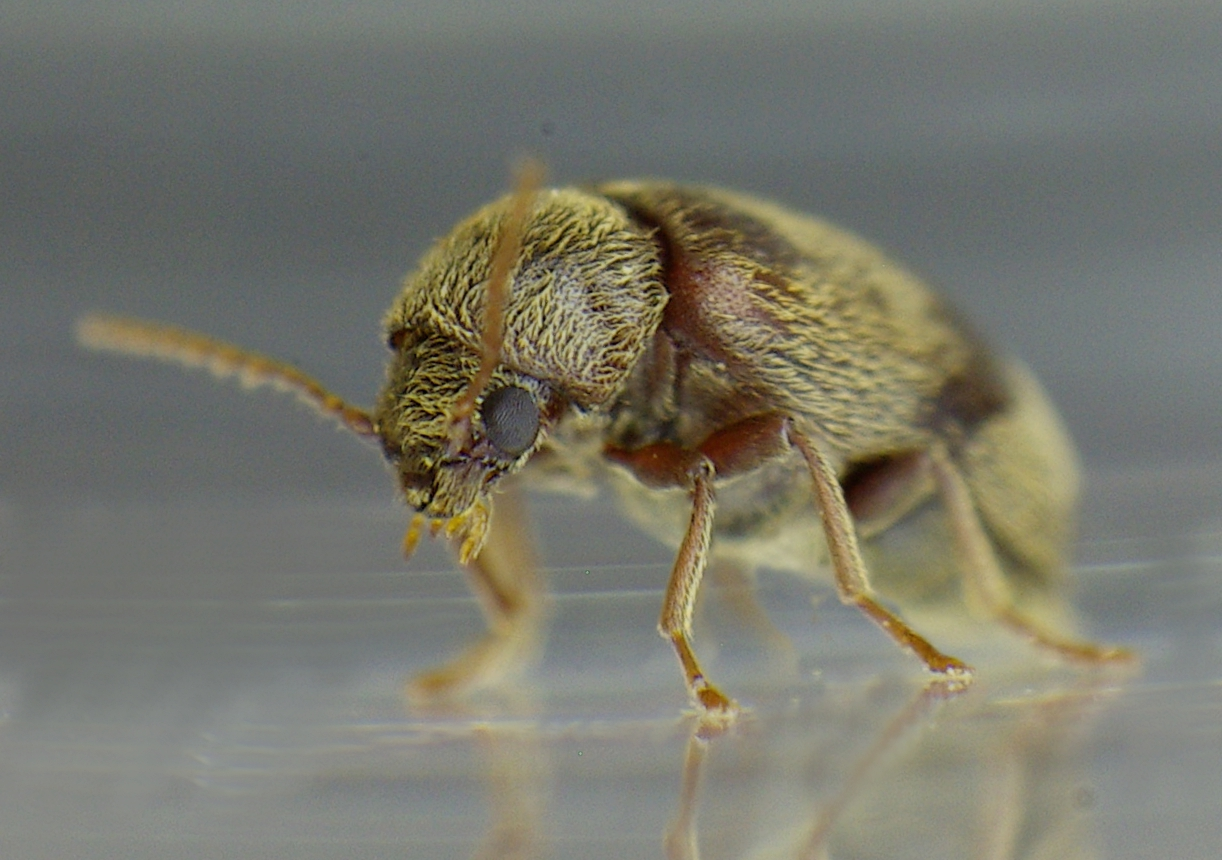
Abb. 1: auf Glasscheibe, von schräg vorn
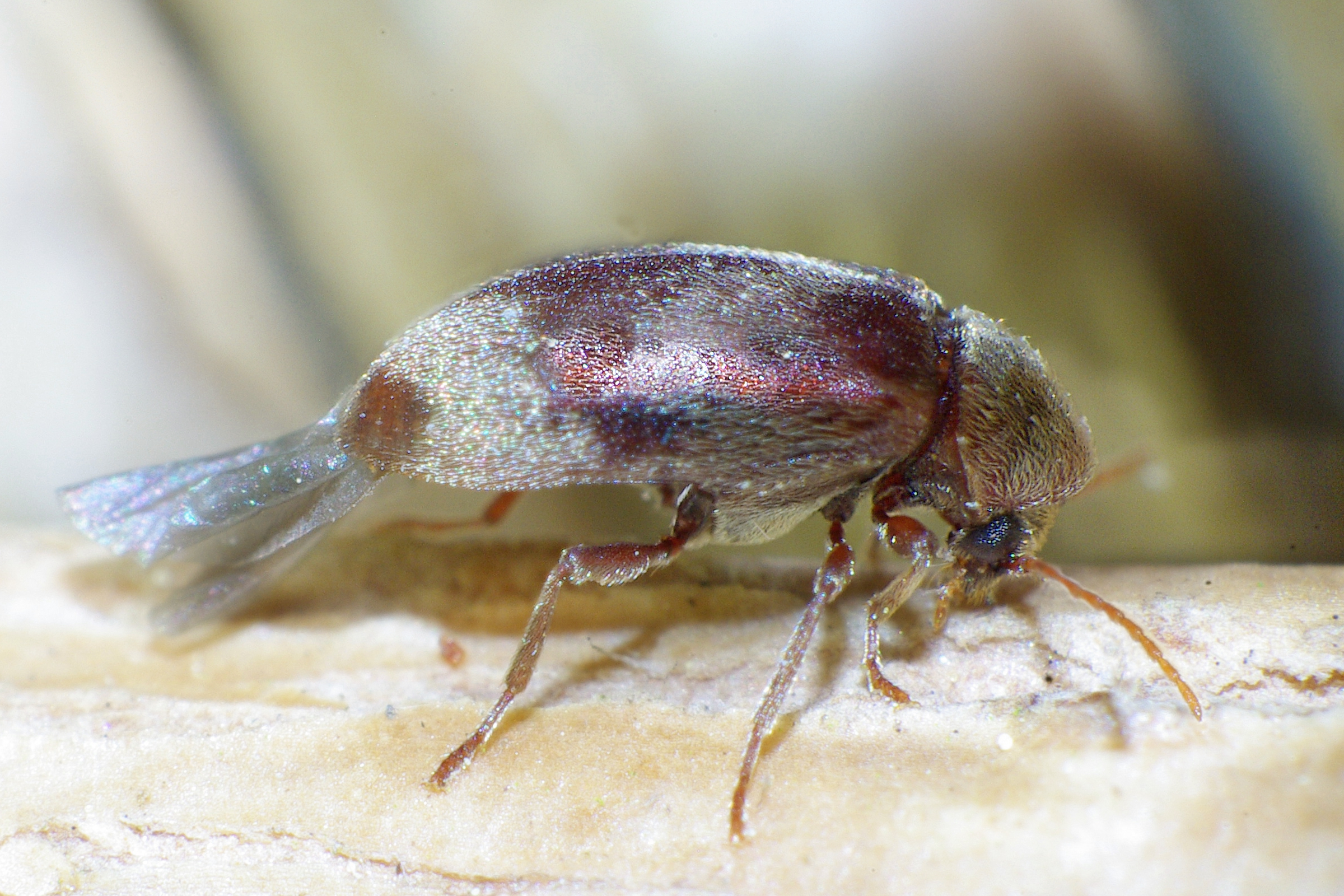
Abb. 2: seitlich
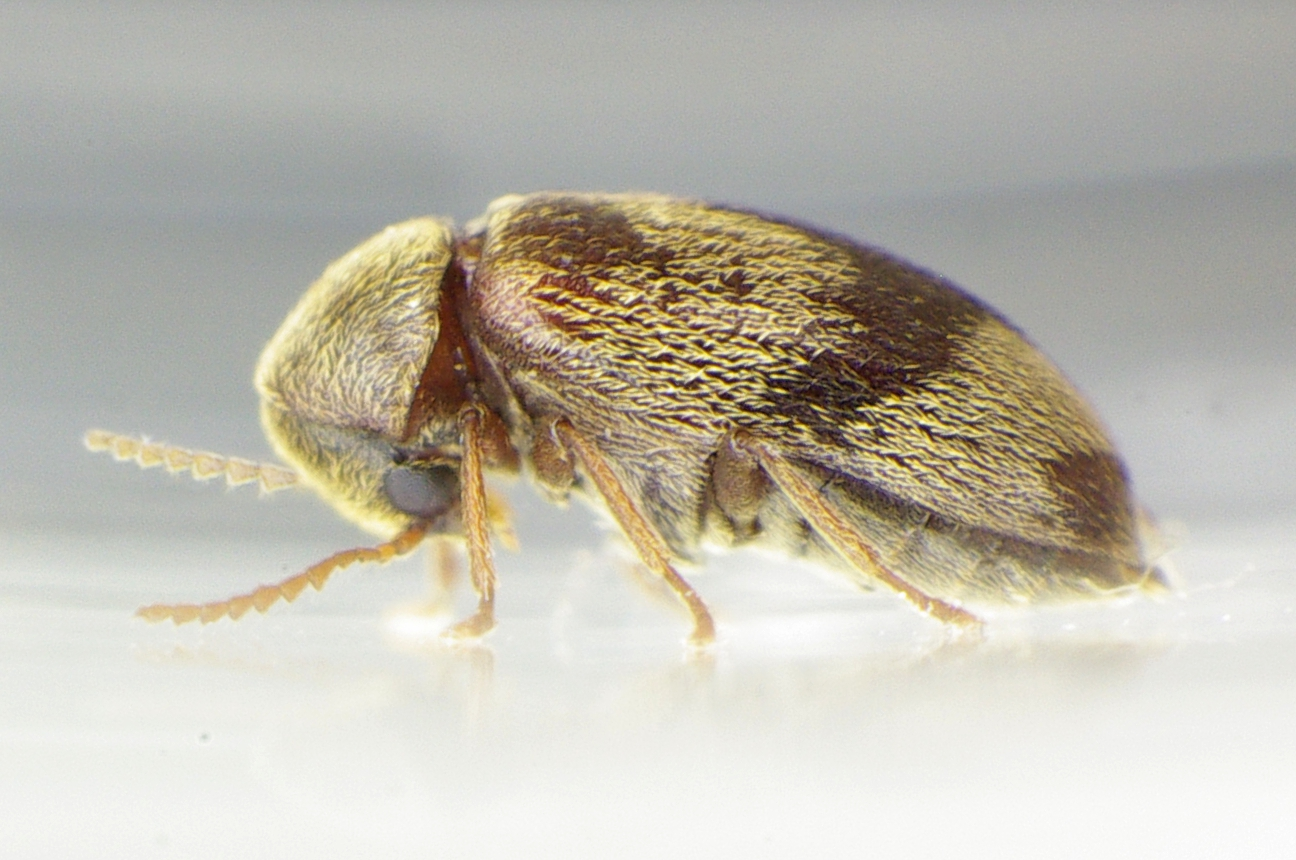
Abb. 3: seitlich
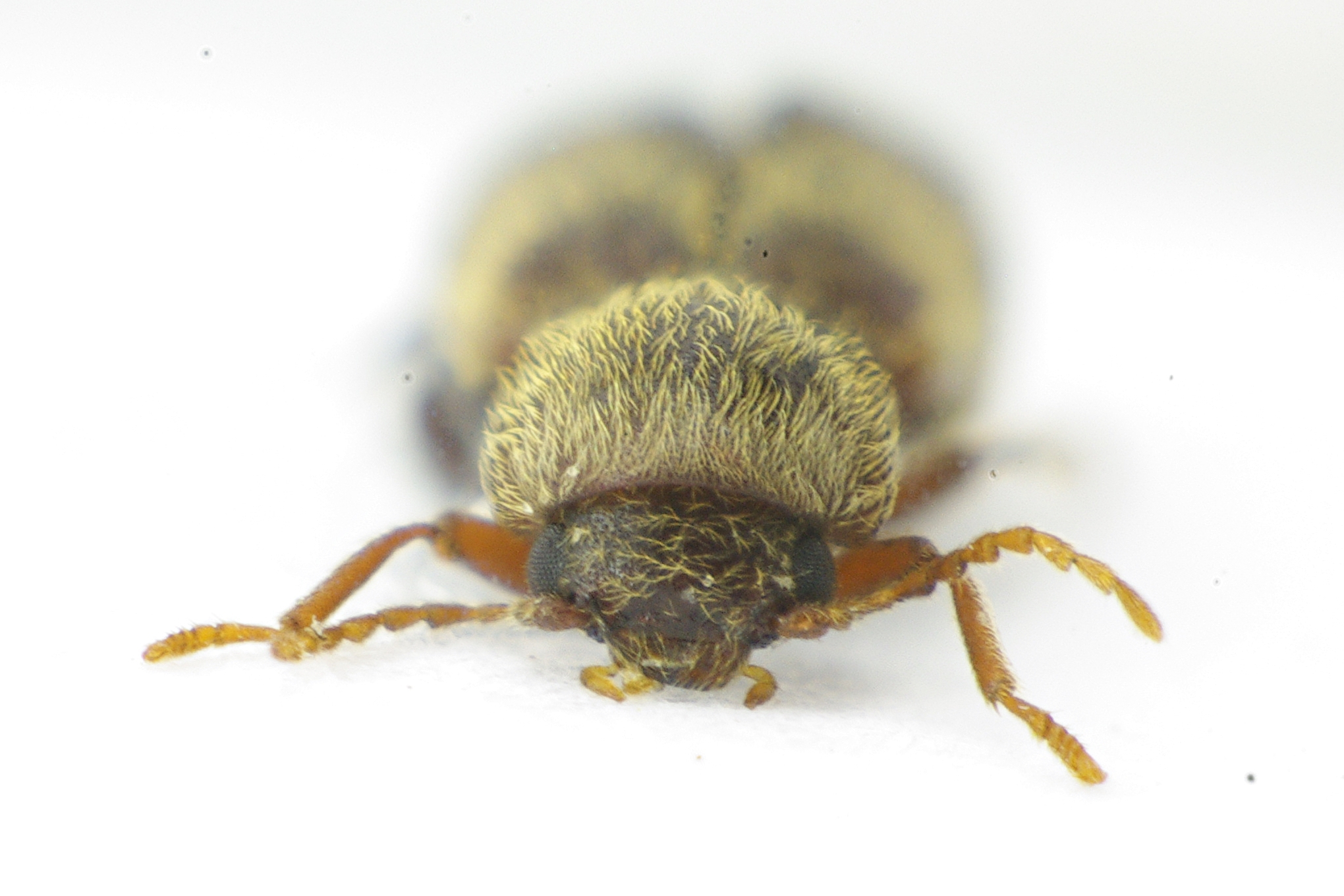
Abb. 4: frontal
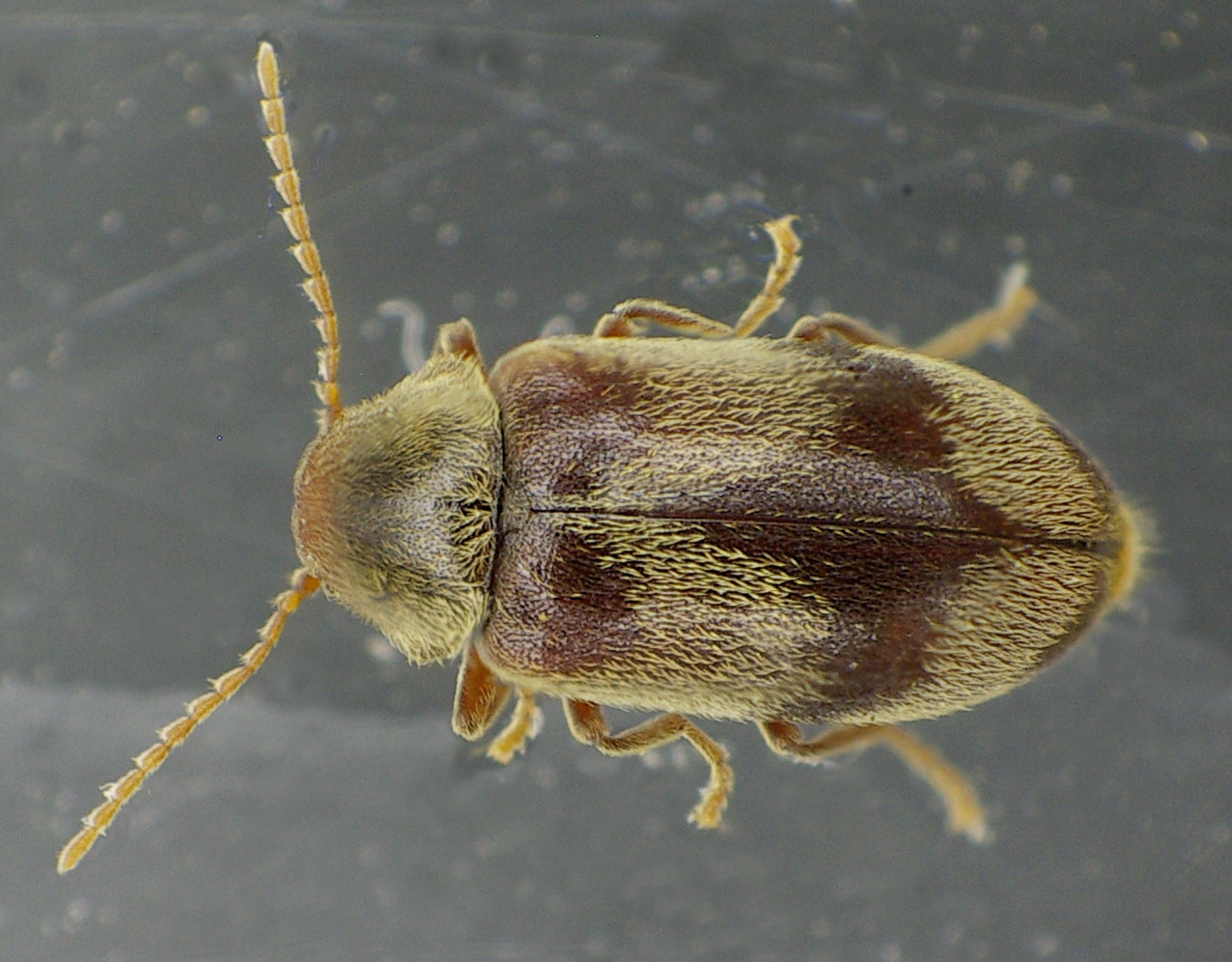
Abb. 5: auf Glasscheibe, Aufsicht
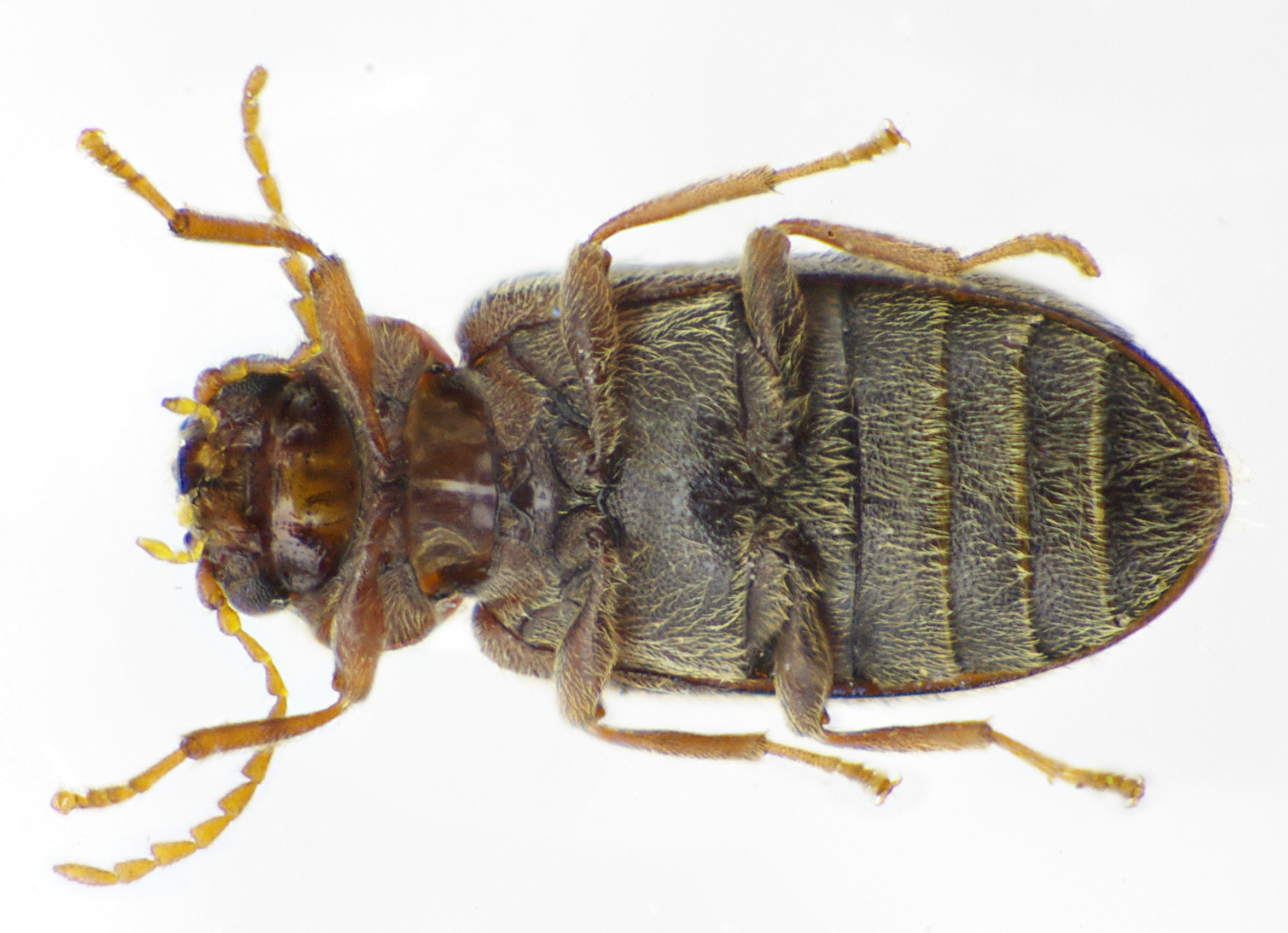
Abb. 6: Unterseite
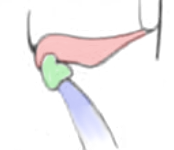
Abb. 7: rot:Hinterhüfte grün: Trochanter blau:Hinterschenkel
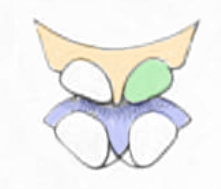
Abb. 8: gelb:Prosternum grün: Vorderhüfthöhle blau:Mittelbrust

## Biologie
Die Art überwintert als Larve in abgestorbenen Zweigen des Efeu, wo sie sich im Mark vorwärts frisst. Sie verpuppt sich Ende April, Anfang Mai dicht unter der Rinde. Die Puppenkammer besteht aus einer länglich runden Höhlung. Die Käfer erscheinen im Juni. Bei beginnender Dunkelheit kann man Ansammlungen der Käfer an toten Zweigen finden.

## Verbreitung
Das Verbreitungsgebiet der Art ist nicht zusammenhängend. Einerseits kommt der Käfer im Westen Europas von Dänemark, über Deutschland, Tschechien, Österreich bis nach Italien und Sizilien sowie allen Ländern westlich davon vor. Östlich ist er in Griechenland, der Türkei, dem Nahen Osten, Teilen Nordafrikas und vielen Gebieten Russlands zu finden. Er fehlt aber dazwischen in einem breiten Streifen von Polen bis an die Adria. In Mitteleuropa fehlt der Käfer in der alpinen Höhenstufe.